# Troglocambarus maclanei
Troglocambarus maclanei är en kräftdjursart som beskrevs av Hobbs 1942. Troglocambarus maclanei ingår i släktet Troglocambarus och familjen Cambaridae. IUCN kategoriserar arten globalt som nära hotad. Inga underarter finns listade i Catalogue of Life.